# نیکو ارناندز
نیکو ارناندز (انگلیسی: Nico Hernandez؛ زادهٔ ۴ ژانویهٔ ۱۹۹۶) بوکسور اهل ایالات متحده آمریکا است.